# Arma convencional
Els terme d'armes convencionals es refereixen en general a les armes que tenen un ús relativament ampli i que no són armes de destrucció massiva (com les armes nuclears, biològiques i químiques). Les armes convencionals inclouen les armes petites i lleugeres, les mines terrestres i del mar, així com les següents que no siguin portadores d'armes de destrucció massiva: obusos, bombes (incloses les de dispersió), coets i míssils. Aquestes armes utilitzen explosius basats en energia química, en oposició a l'energia nuclear de les armes nuclears.
L'ús acceptable de tots els tipus d'armes convencionals en temps de guerra es regeix per les Convencions de Ginebra. Certs tipus d'armes convencionals també estan regulades o prohibides pel Conveni sobre Certes Armes Convencionals de les Nacions Unides. Altres estan prohibides en virtut de la Convenció sobre Bombes de Dispersió i la Convenció d'Ottawa (també conegut com el Tractat de Prohibició de Mines).